# Ilha Ángel de la Guarda
A Ilha Ángel de la Guarda é uma grande ilha no Mar de Cortés a leste da Baía de los Ángeles, separada do resto da península da Baixa Califórnia pelo Canal de Ballenas. A ilha faz parte do estado da Baixa Califórnia, especificamente do município de Mexicali e fica localizada a noroeste da Ilha Tiburón. Hoje encontra-se desabitada e é uma área natural protegida. O nome da sua parte norte na língua seri é Xazl Iimt [ˌχaʃɬ ˈiːmt] lugar dos pumas, e da sua parte sul é Tjamojíil Yacáai [txɑmo'xi:ɬ jɑ'kɑ:i] onde vai a choupa.
Ángel de la Guarda tem área de 931 km², com uma cordilheira montanhosa que percorre todo o seu comprimento de 69 km e que alcança a altitude máxima de 1313 m. A ilha é extremamente seca, sem fontes de água doce, salvo as produzidas pelas escassas chuvas. Apesar disto, a ilha conta com uma diversa variedade de flora e fauna nativas, entre as quais se encontram numerosos endemismos.